# Unicorn (software)
Unicorn es un sistema de gestión de los recursos para las bibliotecas. Es un software encargado de gestionar todos los procesos que abarcan el día a día en sistema bibliográfico, gestión de catálogos, reservas, acceso a datos, etc. Desde hace 25 años, se utiliza en bibliotecas de todo el mundo, desde entidades públicas a privadas, alcanzando el millar de instalaciones a alrededor de todo el mundo y albergando millones de títulos en sus sistemas.

## Arquitectura
Unicorn emplea una arquitectura abierta, escalable y modular,  ajustándose fácilmente a las circunstancias, pues su crecimiento se limita simplemente a la adición de los módulos necesarios, siendo esta la clave de su éxito. Basado originalmente en sistemas UNIX, actualmente también soporta la plataforma de Microsoft, de este modo Unicorn es capaz de correr tanto sobre Apache como IIS. Dada la envergadura de los datos que manejan sus sistemas y de la necesidad de una respuesta inmediata ante peticiones, Unicorn emplea como gestor de base de datos Oracle (SQL), considerado líder del sector y beneficiándose de las características de las bases de datos relacionales.
Se basa en la arquitectura cliente-servidor y es compatible con la mayoría de los principales estándares empleados actualmente, como son Web Services, SIP, SIP2, XML, SOAP, RSS, y un largo etc. Incorpora las tecnologías de información más avanzadas, tales como acceso a múltiples bases de datos, captura y exportación de registros vía Z39.50, mensajería electrónica, enlace a documentos electrónicos, etc. Unicorn presenta varios tipos de clientes, ya sean aplicaciones Linux, UNIX, MAC, Windows, Sun Ray, Citrix o bien navegadores y PDA’s.